# Ernst Teichmüller
Ernst Teichmüller (* 17. Juli 1824 in Helmstedt; † 28. September 1908 in Dessau) war ein deutscher evangelischer Theologe, Generalsuperintendent in Dessau und Hofprediger in Anhalt.

## Leben
Teichmüller wurde als Sohn eines Advokaten geboren und besuchte bis 1846, mit einem Von Marenholtz’schen Stipendium, das herzogliche Gymnasium Julianum in Helmstedt und bestand das Abitur. Danach studierte er Evangelische Theologie in Jena und Halle. Während seines Studiums wurde er 1844 Mitglied der Burschenschaft Arminia auf dem Burgkeller.
Nach seinem Studium arbeitete er als Hauslehrer in Anhalt. 1856 zog er nach Bernburg und wurde Religionslehrer am dortigen Karlsgymnasium. Er zeichnete sich so sehr aus, dass er 1860 Seminardirektor wurde. 1862 wurde er Pastor an der Schlosskirche St. Aegidien in Bernburg. 1870 wurde Teichmüller Hofprediger am Hof des Fürsten von Anhalt, Superintendent und Konsistorialrat in Dessau. Von 1875 bis 1889 war er als Mitglied der Herzoglich-Anhalt-Dessauischen Regierung in der Abteilung Schulwesen tätig.
1876 weihte er in Dessau den heutigen Pollingpark ein.
Im Jahre 1877 wurde er Oberhofprediger. 1884 wurde er Generalsuperintendent und vier Jahre später Vorsitzender des anhaltischen Konsistoriums in Dessau. Am 1. Oktober 1901 nahm er seinen Abschied und trat in den Ruhestand, blieb aber bis zu seinem Tode noch Oberhofprediger.
In seiner Position als Prediger war er bestrebt, seine Kirche in finanzieller Hinsicht vom Staat möglichst unabhängig zu machen. Als sein Hauptverdienst wird bezeichnet, dass er der anhaltischen Kirche den Kleinen Katechismus Martin Luthers als kirchliches Lehrbuch wiedergegeben habe.

## Auszeichnungen
- Ehrendoktor (Dr. theol. h.c.) der Universität Halle (1892)
- Goldenes Kreuz für Superintendenten des Herzogs Friedrich I. im Jahre 1895
- Großherzoglich Mecklenburgischer Hausorden der Wendischen Krone

## Publikationen (Auswahl)
- Gedächtnisworte bei der Beerdigung des am 7. Mai 1881 heimgegangenen Superintendenten K. Bastian in der St. Ägidienkirche zu Bernburg. 1881
- Drei Predigten nebst Vorwort. 1857
- Luther als Reformator der Kirche. Dessau 1883.
- Bilder aus den Kämpfen und Opfern der Schottischen Kirche, ein Vortrag. Dessau 1903.
- Die evangelische Landeskirche im Herzogtum Anhalt während des letzten halben Jahrhunderts. Dessau 1905.